# Bokakhat
Bokakhat è una suddivisione dell'India, classificata come town committee, di 8.844 abitanti, situata nel distretto di Golaghat, nello stato federato dell'Assam. In base al numero di abitanti la città rientra nella classe V (da 5.000 a 9.999 persone).

## Geografia fisica
La città è situata a 26° 37' 60 N e 93° 35' 60 E e ha un'altitudine di 75 m s.l.m..

## Società

### Evoluzione demografica
Al censimento del 2001 la popolazione di Bokakhat assommava a 8.844 persone, delle quali 4.746 maschi e 4.098 femmine. I bambini di età inferiore o uguale ai sei anni assommavano a 949, dei quali 490 maschi e 459 femmine. Infine, coloro che erano in grado di saper almeno leggere e scrivere erano 6.931, dei quali 3.934 maschi e 2.997 femmine.